# Everett Rogers
Everett M. Rogers, född 6  mars 1931 i Carroll i Iowa, död 21 oktober 2004, var en amerikansk sociolog. Han är mest känd för sin bok Diffusion of Innovations, vars femte upplaga utkom 2003. Rogers var 30 år när den första upplagan av boken utkom 1962 och 73 år vid publiceringen av den femte upplagan. Rogers bedrev forskning inom området i en mängd länder, bland annat i Colombia, Ecuador, Brasilien, Nigeria, Indien, Mexico, Singapore och Tyskland.
Rogers har bland annat myntat begreppet early adopter som avser de personer som har en helt avgörande betydelse för om en innovation ska kunna spridas i ett socialt system. Med innovation menas en idé, en produkt eller en praktik som upplevs som ny av en individ eller en annan adoptionsenhet, till exempel en organisation. En innovation behöver nödvändigtvis inte vara positiv utan kan avse spridningen av tobaksanvändning etc. Med diffusion menas en process där innovationen kommuniceras via vissa kanaler över tid mellan individer eller andra adoptionsenheter i ett socialt system. Rogers verkade vid flera universitet i USA men också på universitet i Europa (Frankrike, Tyskland), i Colombia och i Singapore.
Föregångare till teorin om diffusion of innovations är Gabriel Tarde och Georg Simmel. Den förre införde begreppet immitation för att förklara spridningen av innovationer.